# Lodewijk Van Haecke
Lodewijk Van Haecke (Brugge, 18 januari 1829 – 24 oktober 1912) was een Belgisch rooms-katholiek priester, publicist en controversiële personaliteit.

## Levensloop
Ludovicus Jacobus Albertus Van Haecke was de zoon van de Brugse lijnwaadkoopman Albert Van Haecke en van Johanna Fockedey.
Hij doorliep de humaniora aan het College van de Duinen, later Sint-Lodewijkscollege in Brugge (retorica 1846). In oktober van dat jaar trad hij binnen in het Brugse seminarie, waar hij onder meer Guido Gezelle als collega-seminarist aantrof. Beiden ontsnapten aan de vergiftiging, gevolg van voedselcontaminatie in de keuken van het Groot seminarie, waar verschillende seminaristen aan stierven. Van Haecke werd tot subdiaken gewijd op 25 mei 1850, tot diaken op 13 december 1852 en tot priester op 21 mei 1853. 
Hij was ondertussen in februari 1851 leraar Frans geworden aan het bisschoppelijk college van Poperinge en in september 1851 aan het Sint-Lodewijkscollege van Brugge. Op 25 maart 1854 trad hij toe tot de Jezuïetenorde, met de bedoeling missionaris te worden. Om gezondheidsredenen ging dit niet door en op 19 mei 1855 werd hij opnieuw opgenomen onder de clerus van het bisdom Brugge. Hij werd achtereenvolgens hulppriester op de Sint-Michielsparochie in Roeselare en tijdelijk pastoor in Engeland, in vervanging van een afwezige titularis. In september 1856 werd hij benoemd tot leraar Frans, Engels en Handel aan het bisschoppelijk college in Oostende en in 1862 voor dezelfde vakken opnieuw in Poperinge.
In augustus 1864 werd hij benoemd tot 'habituant' op de parochie Sint-Jacob in Brugge en tot kapelaan (ook hoofdkapelaan genoemd) van de Heilig Bloedkapel. Deze laatste functie werd zijn hoofdactiviteit en hij oefende ze uit gedurende meer dan veertig jaar, tot in januari 1908. 
Van Haecke werd ook soms als 'kanunnik' betiteld. Hij was geen kanunnik noch erekanunnik van het bisdom Brugge, maar deze titel was hem verleend door de patriarch van Antiochië in 1872, uit dankbaarheid voor zijn milde giften aan de Oosterse kerken.

## J. K. Huysmans en Là-bas
Joris-Karel Huysmans (Parijs, 5 februari 1848 - 12 mei 1907) was een bekende schrijver van naturalistische en vervolgens symbolistische romans. Là-bas was een van de romans waar hij zijn reputatie mee vestigde. Hij was zich toen op een bekering tot het katholicisme aan het voorbereiden en, zoals vaak voorkomt bij bekeerlingen, was hij nogal extreem in zijn overtuigingen. Heel wat priesters beantwoordden niet aan het ideaal dat Huysmans zich voorstelde en hierdoor ontstond het idee van een roman waar occultisme, satanisme en zwarte missen zouden behandeld worden, met een paar van het rechte pad geraakte priesters als hoofdpersonages.
Een van die hoofdpersonages was in Lyon gevestigd en was gebaseerd op de figuur van de uitgetreden priester Boullan. De andere situeerde Huysmans in Brugge en hij schreef hierover: In Brugge ken ik een priester die de heilige vaten bezoedelt door er brouwsels in te bereiden. Later schreef hij nog dat Brugge een confrérie van door de duivel bezeten individuen herbergde. Volgens Huysmans voedde de Brugse priester witte muizen met hosties, had hij kruisen laten tatoeëren op de planken van zijn voeten teneinde permanent op Christus te kunnen trappen en droeg hij zwarte missen op, met vrouwen die naakt op het altaar lagen.

### Berthe Courrière
In de vroege ochtend van 8 september 1890 werd de Brugse politie er op gewezen dat op de vestingen nabij de Smedenpoort een naakte vrouw aan het paraderen was. Ze vertoonde tekenen van geestelijke stoornis en werd naar de psychiatrische instelling Sint-Juliaan in de Boeveriestraat gebracht. Op 6 oktober kwam een heer uit Parijs haar daar ophalen.
De dame in kwestie, 38 jaar, heette Caroline Courrière maar liet zich Berthe de Courrière (1852-1916) noemen. De Parijse heer was de jonge Franse schrijver Remy de Gourmont (1858-1915). Het bleek dat Berthe de nacht van 7 op 8 september had doorgebracht in de woning, Moerstraat 36, van Louis Van Haecke. Ze had hem blijkbaar benaderd met de vraag om bij hem een algemene biecht te mogen spreken. Het is moeilijk denkbaar dat Van Haecke, die een godvruchtige huishoudster in zijn woning had, bijbedoelingen zou hebben gehad bij het onderdak verlenen aan deze Parijse dame, die bij gebrek aan een kamer in een van de weinige hotels, bij hem om onderdak kan hebben gevraagd.
Ze vertelde ongetwijfeld haar wedervaren op haar manier, niet alleen aan de Gourmont en zijn broer Jean, maar ook aan andere van haar goede bekenden, zoals J.-K. Huysmans, l'abbé Arthur Mugnier en Léon Bloy. Vier maanden later verschenen in L'Écho de Paris de eerste hoofdstukken van Huysmans' Là-bas, roman die gewijd was aan de wereld van het occultisme, het satanisme en zwarte missen en waarin de Brugse priester prominent en zeer ongunstig aan bod kwam.

### Na de publicatie vanLà-bas
Huysmans liet weldra weten dat hij als model voor zijn satanische chanoine Docre, een priester uit Brugge had genomen en na korte tijd vernoemde hij Lodewijk Van Haecke. Hij kende Van Haecke totaal niet en het lijkt dus waarschijnlijk dat het Berthe was, erg boos door wat haar in Brugge was overkomen, die aan de auteur een gechargeerde beschrijving had doorgegeven. 
De informatie zou eventueel ook van andere relaties van Huysmans kunnen komen, zoals van de occultist Joséphin Péladan, die in 1890, net zoals Stéphane Mallarmé, een voordracht was komen geven in Brugge en dit voor de leden van de antiklerikale Cercle littéraire Excelsior. Zelfs Georges Rodenbach zou er eventueel genoegen hebben kunnen in scheppen om een wat gekruide roddel te verspreiden.
Het verhaal rond Van Haecke nam in de volgende jaren mythische proporties aan, alhoewel dit in Brugge in grote mate geïgnoreerd werd en hij er in de laatste twintig jaar van zijn leven duidelijk geen nadeel van ondervond en zeker niet op het matje werd geroepen bij zijn bisschop. 
Journalist Herman Bossier (1897-1970) heeft zich destijds vastgebeten in dit verhaal van "paster" Louis Van Haecke als model voor de chanoine Docre. Hij heeft met voldoende zekerheid aangetoond dat hier niets van aan kon zijn. 
Hoewel het onderzoek door hem en anderen tot de uiterst geringe zo niet onbestaande waarschijnlijkheid van satanisme bij Van Haecke heeft geconcludeerd, is het verhaal nooit verdwenen. Het werd integendeel nieuw leven ingeblazen, door vermelding ervan, met bijgevoegde foto, op het internet. Nog in 2003 schreef de Franse biograaf Ghislain de Diesbach dat Berthe de Courrière, naast haar contacten met de Lyonese uitgetreden satanistische priester Boullan, in relatie was avec un autre prêtre interdit, le chanoine Van Haecke à Bruges. Van Haecke liep nooit een interdict op, hij was niet echt kanunnik en hij bleef een gerespecteerd lid van de clerus van het bisdom Brugge tot aan zijn dood.

### Chanoine Docre
Huysmans gaf de op Van Haecke geïnspireerde priester de naam Docre. Hiervoor inspireerde hij zich op de naam van een Franse kanunnik in de elfde eeuw, Raymond Diocre. Volgens de legende stierf hij, alom gewaardeerd en gerespecteerd: in geur van heiligheid. Tijdens de uitvaartmis evenwel ging hij plots recht zitten in zijn doodskist en riep hij: "Je suis accusé, je suis jugé, je suis condamné." Het bleek dat hij een dubbel leven had geleid. Het lijkt voor de hand te liggen dat Huysmans, die zich grondig over occultisme en satanisme had gedocumenteerd, het verhaal van chanoine Diocre kende en zijn naam, met het opzettelijk of toevallig weglaten van één letter, aan de hoofdpersoon van zijn roman gaf.
Men zal vergeefs in encyclopedieën de naam van chanoine Diocre zoeken. Hij behoort trouwens tot de legende en ook het verhaal van het opstaan uit zijn doodskist behoort tot het domein van de middeleeuwse sterke verhalen die geen realiteit hebben. Dat die naam evenwel tot de parate kennis behoorde van 19de-eeuwse intellectuelen, toont een artikel aan dat op 18 april 1840 (een halve eeuw voor het verschijnen van Là-bas) in Journal de Bruges verscheen. In een polemiek met zijn katholieke concurrent Le Nouvelliste, betoogde de liberale krant dat het gevaarlijk was te oordelen wie goede katholiek en christen mocht worden genoemd en wie niet. Het verhaal van de uitwendig vrome maar inwendig verdorven chanoine Diocre werd hierbij als voorbeeld bijgehaald. 

## Faam
De beschuldigingen van satanisme aan het adres van Van Haecke, kregen in Brugge nooit bekendheid, zeker niet zolang de priester leefde, maar ook weinig of niet nadien. Waar hij wel een blijvende reputatie aan overhield was aan de vele grappen, woordspelingen, snedige antwoorden en 'practical jokes' waar hij een specialist in was. Verschillende publicaties werden na zijn dood aan die humoristische kant van de kapelaan gewijd.
Van Haecke heeft talrijke religieuze werken geproduceerd. Ze hadden geen wetenschappelijke pretentie en waren bestemd voor bedevaarders, relikwievereerders en godsvruchtige zielen.
Hij was anderzijds een bijzonder gewaardeerd predikant die veelvuldig gevraagd werd. Zijn schilderachtige beeldspraak en zijn humoristische toon maakten dat velen met plezier naar hem kwamen luisteren.

## Publicaties
- Aenspraek op den vier en tachtigsten verjaerdag van de instelling der Armkaemer, gedaen in Sint Maertens te Kortrijk, Kortrijk, Eug. Beyaert, 1858
- Bouquet de Mai des écoles ou nouveau mois de Marie, Poperinge, Duclos-Visage, 1863
- Handboekje van den bedevaerder op Poperinghe-Ommegang of beschrijving van het mirakel van O. L. Vrouw van Sint-Jan te Poperinghe, Poperinge, Duclos-Visage, 1863
- Maand van Maria, Brugge, Delplace-Beernaert, 1865
- Le précieux Sang à Bruges, Brugge, Tremmery-Van Becelaere, 1869, 2de ed. Brugge, M. Delplace, 1875, 3de editie Brugge, Aimé De Zuttere, 1879
- Dispositif des solennités religieuses et programme explicatif et détaillé de la grande procession jubilaire du Précieux Sang (...), Brugge, L. Herreboudt, 1869
- Sinte Godelieve van Ghistel, Brugge, E. Gaillard, 1870
- Plechtige intrede van Honoratus Veys als pastor van S. Pieters-op-den-Dyk, Brugge, Modest Delplace, 1871
- Onze Lieve Vrouw van Assebroucke of Pelgrimsstaf ter bedevaart naar de aloude bidplaats van O. L. Vrouw van Assebroucke, Roeselare, Stock en Zusters, 1872
- Het dierbaar Heilig Bloed te Brugge, Brugge, Modest Delplace, 1873
- Pelgrimsstaf der bedevaarders naar het duurbaar H. Bloed, Brugge, 1901
- Uit de Zeesterre, verzameling kinderverhalen, Leuven, E. Van der Vecht, 1907
- Talrijke artikels in het tijdschrift De Zeesterre (1862-1865).